# Hertali
Hertali, també conegut com a Dabita Ale, és una fissura volcànica d'Etiòpia. Es troba a uns 50 km al nord-est del Dofen. Es creu que va estar activa des del Pleistocè final fins a l'Holocè.